# Marshallovy ostrovy
Marshallovy ostrovy (výslovnost [maršalovy]), plným názvem Republika Marshallovy ostrovy, je ostrovní stát rozkládající se na stejnojmenném souostroví v Mikronésii ve střední části Tichého oceánu – 4400 km jihovýchodně od Japonska, 4900 km východně od Filipín, 3000 km severovýchodně od Papuy Nové Guineje, 4800 km severně od Nového Zélandu a 3800 km jihozápadně od Havaje. Zdejší atoly Bikini, Eniwetok a Kwajalein prosluly jako pokusné střelnice americké armády.

## Poloha
Vlastní souostroví, sestávající ze tří desítek roztroušených atolů, se táhne mezi 4° až 13° severní šířky a 161° až 174° východní délky. Severně odtud leží ostrov Wake, na severozápad od Marshallových ostrovů se rozkládají Severní Mariany a ostrov Guam, na západ a jihozápad Federativní státy Mikronésie, na jihu a jihovýchodě je jejich sousedem Kiribati a směrem k severovýchodu se mezi Marshallovými a Havajskými ostrovy prostírají tisíce a tisíce kilometrů širého oceánu, v nichž je jedinou výspou atol Johnston.
Ostrovům hrozí zatopení kvůli pozvolně se zvyšující hladině oceánu.

## Dějiny
O dávnější minulosti Marshallových ostrovů toho lze říci jen málo. První osadníci sem připluli z jihovýchodní Asie někdy ve 3. až 2. tisíciletí př. n. l. Z Evropanů je poprvé spatřili Španělé ve 20. letech 16. století, ale ještě dlouho zůstávaly ostrovy stranou zájmu evropských mořeplavců. Jméno dostaly po britském kapitánovi Johnu Marshallovi, který je prozkoumal roku 1799. Od 50. let 19. století se na Marshallových ostrovech usazovali první západní obchodníci a misionáři. Třebaže Španělsko vzneslo na ostrovy nárok a považovalo ostrovy za součást své kolonie Španělská Východní Indie, roku 1885 je zabrali Němci a prohlásili za součást Německé Nové Guineje, Španělé se museli spokojit s finančním odškodněním. Na ostrovech dál vládli náčelníci pod dohledem německé správy, která organizovala vzkvétající vývoz kopry. Po vypuknutí 1. světové války Japonsko (stojící na straně Trojdohody) využilo příležitosti a ostrovy obsadilo; japonskou správu po válce potvrdila i Společnost národů a svěřila ostrovy Japonskému císařství jako tzv. mandátní území Tichomořské ostrovy. Za 2. světové války v období od února do března 1944 Američané dobyli japonské pozice na atolech Kwajalein, Eniwetok a Majuro, čímž japonská přítomnost na ostrovech skončila. Po válce roku 1947 rozhodla Rada bezpečnosti OSN ponechat Marshallovy ostrovy, Mikronésii, Palau a Severní Mariany jako poručenské území Tichomořské ostrovy pod správou USA. V jeho rámci tvořily Marshallovy ostrovy jeden ze 6 ostrovních distriktů.
1. května 1979 byly Marshallovy ostrovy prohlášeny autonomní republikou. Roku 1986 vstoupila v platnost Dohoda o volném přidružení se Spojenými státy, čímž se Republika Marshallovy ostrovy stala suverénním státem. Jedinou oblastí, za niž Američané zodpovídají, zůstala obrana ostrovů. Dohoda byla od té doby několikrát pozměněna, poslední verze byla přijata v roce 2004. Od roku 1991 jsou Marshallovy ostrovy členem Organizace spojených národů.

### Pokusné atomové výbuchy
V letech 1946 až 1958 provedli Američané na atolech Bikini a Eniwetok celkem 67 pokusných jaderných výbuchů o celkové síle 108 megatun TNT. V souvislosti s jadernými pokusy museli být vystěhováni obyvatelé atolu Rongelap. Rozsáhlé oblasti byly zamořeny radiací na desítky let. A úrovně radiace jsou stále vysoké pro obyvatelnost ostrovů. Místní obyvatelé se dočkali alespoň částečného finančního odškodnění za újmy způsobené radioaktivním spadem teprve nedávno.

## Státní symboly

### Vlajka
Vlajka Marshallových ostrovů je tvořena tmavě modrým listem o poměru stran 1:2 se dvěma kosými, vějířovitě se rozšiřujícími pruhy, směřujícími z dolního rohu do horního cípu. Horní trojúhelník je oranžový, dolní je bílý. V žerďovém poli je bílá hvězda se čtyřiadvaceti cípy. Čtyři z cípů jsou delší a směřují k okrajům listu.

### Znak
Státní znak Marshallových ostrovů nebyl po vyhlášení republiky nikdy zaveden, jeho funkci plní státní pečeť. Ta byla zavedena v roce 1979, v roce 1992 upřesněna zákonem, ale objevuje se v různých barevných podobách.

### Hymna
Hymna Marshallových ostrovů je píseň Forever Marshall Islands (česky Navždy Marshallovy ostrovy). Autorem slov a hudby je první prezident státu, Amata Kabua.

## Státní zřízení a politika
Podle ústavy z 1. května 1979 (a víceméně i ve skutečnosti) jsou Marshallovy ostrovy demokratickou republikou. V čele státu stojí prezident, který je zároveň předsedou vlády. Prezidenta volí ze svých řad 33 poslanců parlamentu zvaného Nitijela. Prezident poté mezi poslanci vybere členy své vlády. Funkční období parlamentu je 4 roky. Volební právo mají všichni občané starší 18 let. Spojení tradiční kultury s moderním politickým zřízením se projevuje tím, že jako poradní sbor parlamentu funguje též dvanáctičlenná rada náčelníků (Iroji). Vliv náčelníků nebyl až do konce 90. let zanedbatelný. Jestliže pětkrát zvolený první prezident Amata Kabua (1979–1997) a jeho nástupce (a bratranec) Imata Kabua (1997–2000) byli náčelníci, nynější prezident Kessai Note je prostého původu. Státním svátkem je 1. květen, výročí ustavení republiky (1979).
Marshallovy ostrovy dosud navázaly diplomatické vztahy se 67 dalšími státy. Zastupitelské úřady fungují ve Washingtonu, Suvě, Tokiu a v Tchaj-peji. Marshallovy ostrovy jsou totiž jednou z několika mála zemí, které neuznávají Čínskou lidovou republiku, ale Čínskou republiku na Tchaj-wanu. Příčina není ani tak ideologická, jako ekonomická – tchajwanská vláda poskytuje výměnou za toto gesto ostrovům nezanedbatelnou finanční pomoc.
Republika nemá vlastní vojsko, obranu ostrovů zajišťuje armáda Spojených států.

## Správní členění

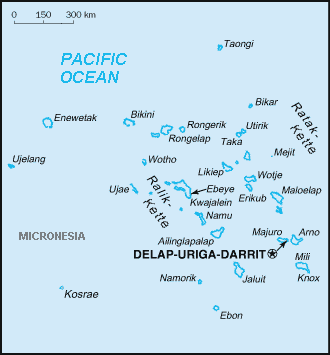
Mapa Marshallových ostrovů

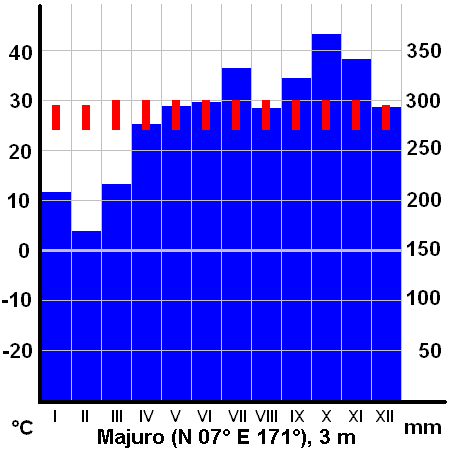
Klimadiagram atolu Majuro

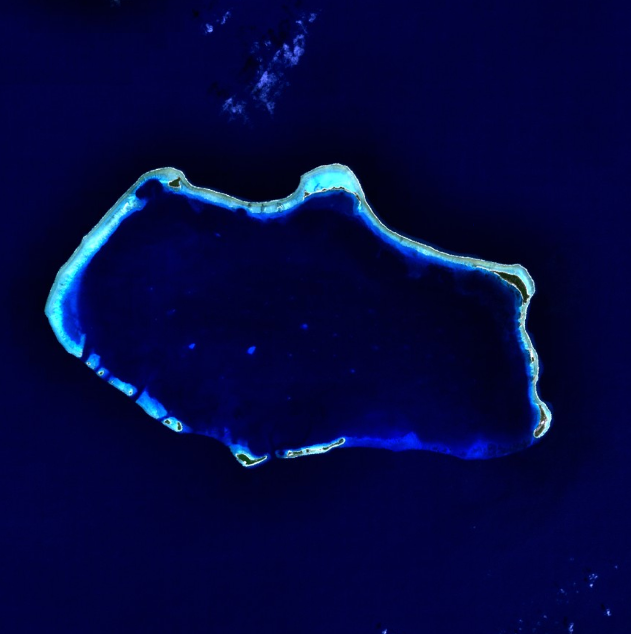
Družicový snímek atolu Bikini

Marshallovy ostrovy se dělí na 24 správních obvodů, které v podstatě odpovídají počtu obydlených ostrovů.

## Geografie
Marshallovy ostrovy sestávají z 29 atolů a 5 osamocených ostrovů, které dohromady představují 1 152 ostrovů a ostrůvků rozesetých na ploše 1,9 milionu km². Hlavní ostrovy jsou seskupeny do dvou rovnoběžných pásů směřujících od severozápadu k jihovýchodu. Tyto dvě skupiny jsou v místním jazyce zvány Ratak a Ralik, což značí „Východ“ a „Západ“. Povrch ostrovů je plochý s průměrnou výškou 2 m, nejvyšší bod na atolu Likiep dosahuje pouze 10 m nad mořem. Podnebí je povětšinou vlhké tropické s průměrnou teplotou v lednu i červenci 27 °C, nejvíce srážek spadne v období od května do listopadu. V tomto směru jsou však velké rozdíly mezi jižní částí souostroví, kde se déšť vyskytuje téměř denně a roční úhrny srážek se pohybují kolem 3 400 mm (pětkrát více než v ČR), zatímco severněji položené ostrovy se musejí spokojit stěží s 500 mm vody ročně. Tropické bouře nejsou na konci léta výjimečným jevem.
Domovem dvou třetin Marshallanů jsou atoly Majuro (s hlavním městem) a Ebeye. Osídlení na odlehlejších (a hospodářsky zaostalejších) ostrovech je minimální. Domorodí Mikronésané, hovořící marshallštinou (Kajin Majel), představují 96 % obyvatel. Věřící jsou křesťané – z 90 % protestanti, asi 8 % připadá na katolíky.
- atol Ailinginae (neobydlený)
- atol Ailinglaplap (správní obvod)
- atol Ailuk (správní obvod)
- atol Arno (správní obvod)
- atol Aur (správní obvod)
- atol Bikar (též Bikaar; neobydlený)
- atol Bikini
- atol Bokak (neobydlený)
- atol Ebon (správní obvod)
- atol Eniwetok (též Enewetak; správní obvod)
- atol Erikub (neobydlený)
- ostrov Jabat (správní obvod)
- atol Jaluit (správní obvod)
- ostrov Jemo (neobydlený)
- ostrov Kili (správní obvod)
- atol Kwajalein (správní obvod)
- atol Lae (správní obvod)
- ostrov Lib (správní obvod)
- atol Likiep (správní obvod)
- atol Majuro (správní obvod)
- atol Maloelap (správní obvod)
- ostrov Mejit (správní obvod)
- atol Mili (správní obvod)
- atol Nadikdik (též Knox; neobydlený)
- atol Namorik (též Namdrik; správní obvod)
- atol Namu (správní obvod)
- atol Rongelap (správní obvod)
- atol Rongerik (neobydlený)
- atol Toke (neobydlený)
- atol Ujae (správní obvod)
- atol Ujelang (neobydlený)
- atol Utirik (též Utrik; správní obvod)
- atol Wotho (správní obvod)
- atol Wotje (správní obvod)

## Hospodářství a doprava
Marshallovy ostrovy jsou hospodářsky zcela závislé na Spojených státech. Bez amerických dotací, které v rámci Dohody o volném přidružení (Compact of Free Association) představují 60 % rozpočtu (65 ze 105 milionů USD), se stát s nepatrnou rozlohou pevniny a omezenými přírodními zdroji neobejde. Velká část dotací směřuje na podporu zemědělství na odlehlejších ostrovech, aby se zabránilo jejich vylidnění a následnému přesunu obyvatel na již tak přelidněné atoly Majuro a Ebeye. Většina běžného zboží se musí dovážet – téměř polovina dovozu připadá na potraviny a pohonné hmoty. Hlavními vývozními produkty jsou ryby, kopra a palmový olej. Pro domácí spotřebu se také pěstují chlebovník, banány, taro a pandány. Velký význam pro rozvoj místního hospodářství má též americká vojenská základna na atolu Kwajalein, kde v posledních letech probíhají zkoušky systému protiraketové obrany.
Na turistický ruch v současnosti připadá jen asi 10 % tvorby HDP, v budoucnu by však toto číslo mělo výrazněji vzrůst.
Protože k Marshallovým ostrovům přináleží i ohromné plochy oceánu, které zdejší rybáři nestačí využít, našla si místní vláda v prodeji práv k rybolovu cizím zemím nezanedbatelný zdroj příjmů. V poslední době též roste počet námořních plavidel registrovaných pod vlajkou Marshallových ostrovů – roku 2002 to bylo 342 lodí o výtlaku přes 1 000 BRT (s úhrnným výtlakem 14 471 690 BRT).
Hlavní mezinárodní letiště se nachází na ostrově Majuro (Majuro International Airport), velké přistávací dráhy mezinárodních parametrů jsou i na ostrovech Kwajalein a Eniwetok. Vnitrostátní dopravě dále slouží asi tucet menších letišť na ostatních ostrovech. Silniční síť je vzhledem k ostrovnímu charakteru země omezená, pouze na hlavních ostrovech je asi 64 km silnic s pevným povrchem.

## Školství a kultura
Na ostrovech existuje síť základních a středních škol v rozsahu dvanácti ročníků. Je zde též jedna vysoká škola. Výuka probíhá v marshallštině, od 4. ročníku i v angličtině.